# Derby di Epsom

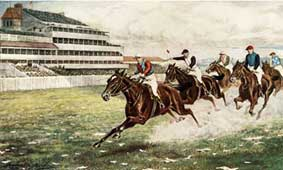
Isinglass vince il Derby (1893)

Il Derby di Epsom o Derby Stakes, ufficialmente Investec Derby, popolarmente chiamato the Derby, è una corsa ippica di gruppo piana che si disputa in Inghilterra, aperta ai purosangue di tre anni. 

## Descrizione
Si disputa all'ippodromo di Epsom Downs nel Surrey sulla distanza di un miglio, quattro furlongs e sei yard (2420 metri), il primo sabato di giugno in ogni anno.
Si tratta della più "ricca" gara britannica e la più prestigiosa delle cinque Classiche. La corsa è l'evento centrale della Triple Crown, preceduta dalla 2000 Guineas Stakes e seguita dalla St Leger.
Il termine "Derby" è diventato sinonimo di grandi corse in tutto il mondo, e come tale è stato usato più volte, in particolare dal Kentucky Derby negli Stati Uniti. Il Derby corso a Epsom è l'originale e in Gran Bretagna è invariabilmente indicato come the Derby. Si tratta di uno dei grandi eventi sportivi nazionali della Gran Bretagna e ha un ampio seguito di pubblico in televisione.